# Tom Monaghan
Thomas Stephen Monaghan (Ann Arbor, Míchigan; 25 de marzo de 1937) es un empresario y filántropo católico de Míchigan, fundador de Domino's Pizza en 1960. Monaghan vendió su emporio en 1998 para dedicarse como filántropo católico y causas políticas, por lo que fundó la ciudad Ave María en Florida E.U., y la Universidad Ave María en esa misma ciudad.

## Biografía
Cuando tenía 4 años, tras la muerte de su padre, su madre lo entregó a un orfanato católico junto con su hermano. Ahí fue criado por monjas para que lo cuidaran hasta la adolescencia. Ingresa al seminario, pero es expulsado por desordenado. No fue un buen estudiante y nunca termina la universidad, durante su vida. En el seminario aprende matemáticas, área en la que destaca y decide que el dinero es parte fundamental en el desarrollo humano. Sus estudios en el seminario lo llevan a crear una de las empresas que brindan la oportunidad de hacer carrera y esa es su visón global del mundo, mucho antes de la globalización. Empresas fundadas con una firme creencia en Dios para ayudar al resto de sus semejantes.
Con su hermano James Monaghan compra una pizzería llamada Dominicks por menos de 900 dólares. Años más tarde se quedaría con el 100% del negocio, tras entregar a su hermano su única posesión, un Volkswagen escarabajo. En 1968, Monaghan abre un nuevo local en Burlington, con el nombre de Domino's Pizza. Hace crecer el negocio y en 1983 ya contaba con 1.100 sucursales de Domino's Pizza.
Como todo rico que se precie adquiere activos extravagantes, como el equipo de béisbol Detroit Tigres, colecciona autos de lujo y obras del arquitecto Frank Lloyd Wright. Él y su esposa, Marjorie Zybach, una luterana, contrajeron matrimonio en 1962 y tienen cuatro hijas.

## Despertar religioso y cambio de vida
Monagham experimentó un cambio espiritual tras leer el libro Mero cristianismo de C.S. Lewis en 1989. Monaghan fue golpeado por lo que consideró su pecaminoso orgullo y ego. Después de reflexionar durante dos años sobre la soberbia, examinar su vida y explorar sus metas religiosas, en 1998 decide tomar votos de pobreza y vender Domino's Pizza por mil millones de dólares. Hoy está dedicado a su proyecto de la ciudad Ave María y la universidad Ave María, cuyo fin declarado según Thomas es: "Mi meta es que el mayor número posible de personas llegue al cielo". 

## Ciudad Ave María
Ave María es una ciudad con enfoque católico en Florida, Estados Unidos, donde viven unas 27,000 personas (2023). Cuenta con una Universidad con 30 carreras, centros comerciales, cancha de golf y tenis, oficinas, farmacia y una iglesia al centro de la ciudad. El plan era lograr 25,000 habitantes. La fundación Ave María, facilita el enfoque y orden buscado. 

## Universidad Ave María
La Universidad Ave María, fue fundada en 2003, es parte central del proyecto y ubicada en la ciudad Ave María. En 2023 contaba con 1,100 estudiantes de 30 diferentes carreras.
- Datos: Q944733